# Beta-Hydroxy beta-methylbutyric acid
β-Hydroxy β-methylbutyric acid (HMB), cũng gọi là β-hydroxy β-methylbutyrate, là một chất được sản xuất tự nhiên ở người được sử dụng như một chất bổ sung chế độ ăn uống và là một thành phần trong một số thực phẩm y tế được dự định để thúc đẩy chữa lành vết thương và cung cấp hỗ trợ dinh dưỡng cho những người bị lãng phí cơ bắp do  ung thư hoặc HIV/AIDS. Ở người lớn khỏe mạnh, bổ sung HMB đã được chứng minh là làm tăng sự tập luyện của cơ bắp, sức mạnh cơ bắp và khối lượng nạc cơ thể, giảm tổn thương cơ xương từ tập thể dục, cải thiện hiệu suất tập thể dục aerobic, và đẩy nhanh phục hồi từ tập thể dục. Đánh giá y khoa và phân tích meta chỉ ra rằng bổ sung HMB cũng giúp bảo tồn hoặc tăng khối lượng cơ nạc và sức mạnh cơ bắp mất cơ liên quan đến tuổi tác. HMB tạo ra những tác động này một phần bằng cách kích thích sản xuất protein và ức chế sự phân hủy protein trong mô cơ. Không có tác dụng phụ từ việc sử dụng lâu dài như là một bổ sung chế độ ăn uống ở người lớn đã được tìm thấy.
HMB là một chất chuyển hóa của l-leucine và được sản xuất trong cơ thể thông qua quá trình oxy hóa của ketoacid của l-leucine (axit α-ketoisocaproic). Vì chỉ một phần nhỏ l-leucine được chuyển hóa thành HMB, nồng độ hoạt tính dược lý của hợp chất trong huyết tương và cơ chỉ có thể đạt được bằng cách bổ sung HMB trực tiếp. Một người lớn khỏe mạnh tạo ra khoảng 0,3 gam HMB mỗi ngày, trong khi HMB bổ sung thường được dùng với liều 3–6 gram mỗi ngày. HMB được bán như là một bổ sung chế độ ăn uống với chi phí khoảng 30-50 đô la Mỹ mỗi tháng khi uống 3 gram mỗi ngày. HMB cũng được chứa trong một số sản phẩm dinh dưỡng, bao gồm các công thức nhất định của Ensure, Juven và Myoplex. Một lượng nhỏ HMB có mặt trong các loại thực phẩm nhất định, chẳng hạn như cỏ linh lăng, măng tây, bơ, súp lơ, bưởi và cá da trơn.
Ảnh hưởng của HMB trên cơ xương người lần đầu tiên được phát hiện bởi Steven L. Nissen tại Đại học bang Iowa vào giữa những năm 1990. Tính đến năm 2018, HMB đã không bị cấm bởi Hiệp hội Thể thao Quốc gia Collegiate, Cơ quan Chống Doping Thế giới, hoặc bất kỳ tổ chức thể thao quốc gia hoặc quốc tế nổi bật nào khác. Trong năm 2006, chỉ có khoảng 2% vận động viên sinh viên đại học ở Hoa Kỳ sử dụng HMB như một chất bổ sung chế độ ăn uống. Tính đến năm 2017, HMB đã sử dụng rộng rãi như là một bổ sung ergogenic trong số các vận động viên trẻ.

## Sử dụng

### Dạng có sẵn
HMB được bán như là một bổ sung chế độ ăn uống không kê đơn ở dạng axit tự do, axit β-hydroxy-methylbutyric (HMB-FA), và như một  muối calci monohydrat của cơ sở liên hợp, calci-hydroxy-methylbutyrat monohydrat (HMB-Ca, CaHMB). Vì chỉ một phần nhỏ tiền chất trao đổi chất của HMB, l-leucine, được chuyển hóa thành HMB, nồng độ hoạt tính dược lý của hợp chất trong huyết tương và cơ chỉ có thể đạt được bằng cách bổ sung HMB trực tiếp. Một người lớn khỏe mạnh tạo ra khoảng 0,3 gram mỗi ngày, trong khi HMB bổ sung thường được dùng với liều 3–6 gram mỗi ngày. HMB được bán với giá khoảng 30-50 đô la Mỹ mỗi tháng khi dùng liều 3 gam mỗi ngày. HMB cũng có trong một số sản phẩm dinh dưỡng và thực phẩm y tế được Abbott Laboratories bán trên thị trường (ví dụ, một số công thức nhất định như Ensure, Juven, và Myoplex), và có số lượng không đáng kể trong một số loại thực phẩm như cỏ linh lăng, măng tây, bơ, súp lơ, bưởi và cá da trơn.

## Y khoa
HMB bổ sung đã được sử dụng trong một số thử nghiệm lâm sàng để điều trị khối lượng cơ nạc trong các tình trạng tiêu cơ bắp, đặc biệt là giảm sarcopenia, và đã được nghiên cứu trong các thử nghiệm lâm sàng như một liệu pháp hỗ trợ kết hợp với bài tập kháng thuốc. Dựa trên hai đánh giá y tế và phân tích tổng hợp bảy thử nghiệm ngẫu nhiên có đối chứng, việc bổ sung HMB có thể bảo tồn hoặc tăng khối lượng cơ nạc và sức mạnh cơ bắp ở người lớn tuổi sarcopenic {{#tag:ref|The meta-analysis found that the average increase in muscle mass due to HMB supplementation was 0,35 kilôgam (0,77 lb). The 95% confidence interval for the estimated increase in muscle mass due to HMB supplementation is 0,11–0,59 kilôgam (0,24–1,30 lb).
Bảy thử nghiệm ngẫu nhiên có đối chứng được đưa vào phân tích gộp chứa tổng cộng 147 người lớn tuổi trong HMB [[Nhóm điều trị và nhóm chứng] nhóm điều trị] và 140 người lớn tuổi trong các nhóm. HMB không xuất hiện ảnh hưởng đáng kể đến khối lượng chất béo ở người lớn tuổi. Bằng chứng lâm sàng sơ bộ cho thấy bổ sung HMB cũng có thể ngăn ngừa teo cơ trong khi nghỉ ngơi trên giường. Một cơ thể đang phát triển chứng tỏ hỗ trợ hiệu quả của HMB trong hỗ trợ dinh dưỡng để giảm, hoặc thậm chí đảo ngược, mất khối lượng cơ, chức năng cơ bắp, và sức mạnh cơ bắp xảy ra ở các trạng thái bệnh hypercatabolic như ung thư não; do đó, các tác giả của hai đánh giá năm 2016 về bằng chứng lâm sàng khuyến cáo rằng việc phòng ngừa và điều trị giảm sarcopenia và tiêu cơ bắp nói chung bao gồm bổ sung với HMB, tập thể dục đối kháng thường xuyên và tiêu thụ chế độ ăn nhiều protein.
Các thử nghiệm lâm sàng sử dụng HMB để điều trị mất cơ bắp có liên quan đến việc dùng 3 gram HMB mỗi ngày theo các phác đồ dùng thuốc khác nhau. Theo một đánh giá, phác đồ liều tối ưu là dùng liều 1 gram, ba lần một ngày, vì điều này đảm bảo nồng độ HMB trong huyết tương tăng cao trong suốt cả ngày, tuy nhiên, vào tháng 6 năm 2016, chế độ dùng thuốc tốt nhất cho tình trạng lãng phí cơ vẫn đang được nghiên cứu.
Một số sản phẩm có thương hiệu có chứa HMB (nghĩa là một số công thức nhất định của Đảm bảo và Juven) là thực phẩm y tế được sử dụng để cung cấp hỗ trợ dinh dưỡng dưới sự chăm sóc của bác sĩ ở những người bị lãng phí cơ bắp do HIV / AIDS hoặc ung thư. chữa lành vết thương sau khi phẫu thuật hoặc chấn thương, hoặc khi được khuyến cáo bởi một chuyên gia y tế  Juven, một sản phẩm dinh dưỡng có chứa 3 gram HMB-Ca, 14 gram l-arginine, và 14 gram l-glutamine mỗi hai khẩu phần ăn, đã được chứng minh là cải thiện khối lượng cơ nạc trong các thử nghiệm lâm sàng ở những người mắc bệnh AIDS và ung thư, nhưng không cải thiện tình trạng suy giảm trí nhớ.  Juven, a nutrition product which contains 3 grams of HMB-Ca, 14 grams of L-arginine, and 14 grams of L-glutamine per two servings, has been shown to improve lean body mass during clinical trials in individuals with AIDS and cancer, but not rheumatoid cachexia. Nghiên cứu sâu hơn về việc điều trị chứng mất trí nhớ ung thư với Juven trong khoảng thời gian vài tháng là cần thiết để xác định hiệu quả điều trị.